# أبنود
أبنود، هي إحدى القرى التابعة لمركز قنا في محافظة قنا في جمهورية مصر العربية. حسب إحصاءات سنة 2006، بلغ إجمالي السكان في أبنود 16842 نسمة، منهم 8359 رجلا و8483 امرأة. ومن أعلامها الشاعر عبد الرحمن الأبنودي.

## التاريخ
ذكرها العالم الجُغرافي ياقوت الحموي: «أبنود بالفتح ثم السكون وضم النون وسكون الواو ودال مهملة قرية من قرى الصعيد دون قفط ذات بساتين ونخل ومعاصر للسكر».